# Sedum baileyi
Sedum baileyi är en fetbladsväxtart som beskrevs av Praeger. Sedum baileyi ingår i Fetknoppssläktet som ingår i familjen fetbladsväxter. Inga underarter finns listade i Catalogue of Life.